# João Cancelo
João Pedro Cavaco Cancelo (* 27. května 1994 Barreiro) je portugalský profesionální fotbalista, který hraje za saúdskoarabský klub Al Hilal FC a za portugalský národní tým. Primárně hraje na pozici pravého obránce, dokáže nastoupit i na pozici pravého křídelníka, či levého obránce.

## Klubová kariéra

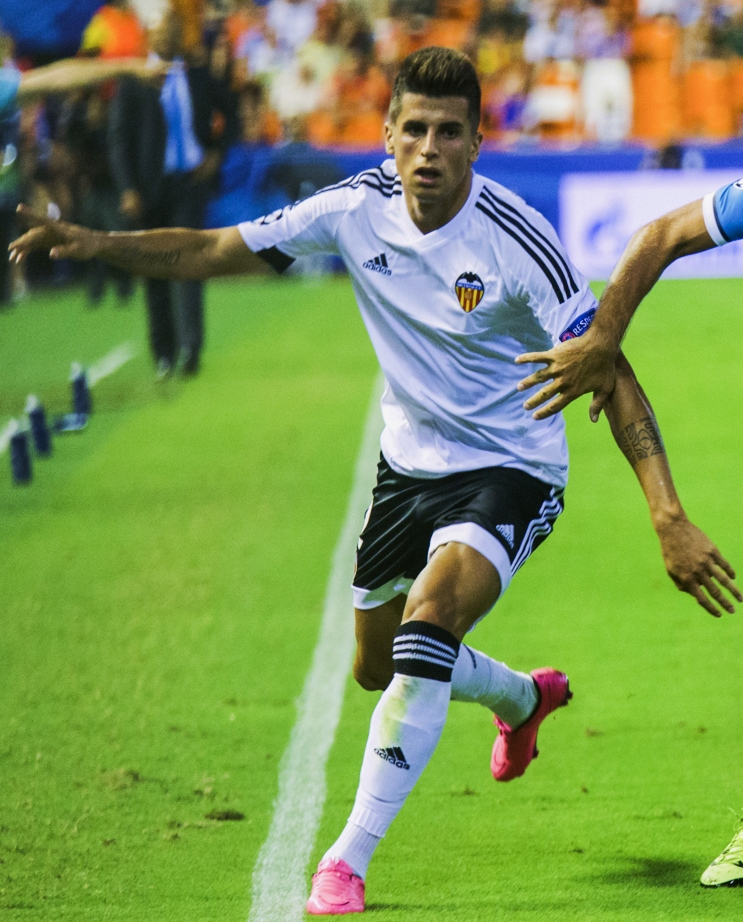
Cancelo hrající za Valencii (2015)

### Benfica
Narodil se v Barreiře, ve které začal hrát za zdejší FC Barreirense. V roce 2007, když mu bylo 13. let, začal hrát za mládežnický klub Benficy Lisabon, kde hrál na levém, či pravém obránci.
Cancelo v A-týmu debutoval 28. července 2012 v přátelském zápase proti Gil Vicente, kdy odehrál celých 90 minut zápasu. I přes to, že hrával v rezervním týmu, byl považován za možnou náhradu Maxiho Pereiry v prvním týmu. 18. května 2013 vstřelil dvě důležité branky v juniorce Benficy, pomohl tím k vítězství nad Rio Ave a k výhře portugalské juniorské ligy.
Cancelo odehrál svůj první soutěžní zápas v A-týmu 25. ledna 2014, kdy nastoupil jako náhradník při domácí výhře 1:0 proti Gil Vicente v rámci Portugalského ligového poháru, který později vyhráli. V Primeira Lize debutoval 10. května poté, co měl tým již jistotu ligového prvenství; zápas však proti prohráli Portu výsledkem 1:2.

### Valencia a Serie A
Během sezóny 2014/15 byl poslán na hostování do španělského klubu Valencia, hrajícího v La Lize, a v létě roku 2015 zde přestoupil natrvalo. Během sezóny 2017/18 byl poslán na hostování do týmu Interu Milán, hrajícího v Serii A, kde byl zařazen do nejlepší jedenáctky sezóny Serie A. Výkony Cancela vyvolaly zájem Juventusu, který s ním v roce 2018 podepsal smlouvu a odkoupil jej z Valencie za částku okolo 40,4 milionů euro. Během svého působení v Juventusu vyhrál ligu a Italský pohár ve své první a jediné sezóně. V roce 2019 přestoupil do anglického klubu Manchesteru City za 30 milionů euro (27,4 milionů liber).

### Manchester City
Konkurencí na jeho pozici byli na startu sezóny 2018/19 „beci“ jako Kyle Walker nebo Olexandr Zinčenko.
Cancelo debutoval jako střídající hráč v zápase Premier League s Bournemouthem 25. srpna 2019, ve kterém hráči City vyhráli 3:1, on sám pak odehrál závěrečné minuty.

První zápas, který odehrál celý, byl proti Wolverhamptonu v 8. kole, ten dopadl prohrou 0:2. V říjnu ale tým zaznamenal pět soutěžních výher a jedinou prohru, přičemž Cancelo tyto zápasy odehrál ve formě. Navzdory menší porci minut oproti spoluhráčům měl z týmu čtvrtý nejvyšší počet obranných zákroků.
První gól za Manchester City vstřelil 18. prosince ve čtvrtfinále ligového poháru (EFL Cup) na hřišti Oxfordu United při výhře 3:1, kdy otevíral skóre zápasu.
Po sezóně 2020/21 byl jedním z pěti fotbalistů Citizens zahrnutých ve vybraném Týmu roku podle hráčské asociace, PFA.

### Bayern Mnichov
31. ledna 2023 se rozhodlo vedení Citizens uvolnit Cancela do Bayernu Mnichov na hostování do konce sezóny 2022/23 s možností uplatnění přestupové opce ze strany bavorského klubu ve výši 70 milionů eur, která ale nakonec nebyla využita. Podle spekulací byla tato transakce iniciována na základě sporů mezi hráčem a manažerem Guardiolou. Cancelo si stěžoval na nízké herní vytížení, španělský kouč pak nebyl spokojen s hráčovým přístupem.

### FC Barcelona
Jelikož Cancelova role v týmu a vztah s Guardiolou nedoznal po návratu z hostování v Bayernu změn, dohodlo se 1. září 2023 vedení Manchesteru City na dalším hostování hráče, tentokrát v Barceloně a bez opce na přestup. Zde o něj velmi stál trenér Xavi Hernández, jenž na postu pravého obránce neměl ani jednoho hráče, pro nějž by tato pozice byla jeho prioritní a často si musel vypomáhat nouzovými řešeními.

## Reprezentační kariéra
Cancelo debutoval v portugalském národním týmu v roce 2016 poté, co si prošel všemi mládežnickými reprezentacemi, za které odehrál 75 zápasů, ve kterých vstřelil 3 góly. Byl také součástí Portugalské reprezentace do 21 let, která se na Mistrovství Evropy v roce 2015 probojovala až do finále. Objevil se i v nominaci seniorské reprezentace na finálový turnaj Ligy Národů v roce 2019, který na domácí půdě Portugalsko zvítězilo.

## Statistiky

### Klubové
K 2. září 2023
| Klub                | Sezóna  | Liga           | Liga   | Liga | Národní pohár | Národní pohár | Ligový pohár | Ligový pohár | Evropské poháry | Evropské poháry | Ostatní | Ostatní | Celkem | Celkem |
| Klub                | Sezóna  | Liga           | Zápasy | Góly | Zápasy        | Góly          | Zápasy       | Góly         | Zápasy          | Góly            | Zápasy  | Góly    | Zápasy | Góly   |
| ------------------- | ------- | -------------- | ------ | ---- | ------------- | ------------- | ------------ | ------------ | --------------- | --------------- | ------- | ------- | ------ | ------ |
| Benfica B           | 2012/13 | Segunda Liga   | 20     | 2    | —             | —             | —            | —            | —               | —               | —       | —       | 20     | 2      |
| Benfica B           | 2013/14 | Segunda Liga   | 31     | 1    | —             | —             | —            | —            | —               | —               | —       | —       | 31     | 1      |
| Benfica B           | Celkem  | Celkem         | 51     | 3    | —             | —             | —            | —            | —               | —               | —       | —       | 51     | 3      |
| Benfica             | 2012/13 | Primeira Liga  | 0      | 0    | 0             | 0             | 0            | 0            | 0               | 0               | —       | —       | 0      | 0      |
| Benfica             | 2013/14 | Primeira Liga  | 1      | 0    | 0             | 0             | 1            | 0            | 0               | 0               | —       | —       | 2      | 0      |
| Benfica             | Celkem  | Celkem         | 1      | 0    | 0             | 0             | 1            | 0            | 0               | 0               | —       | —       | 2      | 0      |
| Valencia (host.)    | 2014/15 | La Liga        | 10     | 0    | 3             | 0             | —            | —            | —               | —               | —       | —       | 13     | 0      |
| Valencia            | 2015/16 | La Liga        | 28     | 1    | 4             | 1             | —            | —            | 7               | 1               | —       | —       | 39     | 3      |
| Valencia            | 2016/17 | La Liga        | 35     | 1    | 3             | 0             | —            | —            | —               | —               | —       | —       | 38     | 1      |
| Valencia            | 2017/18 | La Liga        | 1      | 0    | —             | —             | —            | —            | —               | —               | —       | —       | 1      | 0      |
| Valencia            | Celkem  | Celkem         | 74     | 2    | 10            | 1             | —            | —            | 7               | 1               | —       | —       | 91     | 4      |
| Inter Milán (host.) | 2017/18 | Serie A        | 26     | 1    | 2             | 0             | —            | —            | —               | —               | —       | —       | 28     | 1      |
| Juventus            | 2018/19 | Serie A        | 25     | 1    | 1             | 0             | —            | —            | 7               | 0               | 1       | 0       | 34     | 1      |
| Manchester City     | 2019/20 | Premier League | 17     | 0    | 4             | 0             | 4            | 1            | 8               | 0               | 0       | 0       | 33     | 1      |
| Manchester City     | 2020/21 | Premier League | 28     | 2    | 3             | 0             | 3            | 0            | 9               | 1               | —       | —       | 43     | 3      |
| Manchester City     | 2021/22 | Premier League | 36     | 1    | 5             | 0             | 1            | 0            | 9               | 2               | 1       | 0       | 52     | 3      |
| Manchester City     | 2022/23 | Premier League | 17     | 2    | 1             | 0             | 1            | 0            | 6               | 0               | 1       | 0       | 26     | 2      |
| Manchester City     | Celkem  | Celkem         | 98     | 5    | 13            | 0             | 9            | 1            | 32              | 3               | 2       | 0       | 154    | 9      |
| Bayern Mnichov      | 2022/23 | Bundesliga     | 15     | 1    | 2             | 0             | —            | —            | 4               | 0               | —       | —       | 21     | 1      |
| FC Barcelona        | 2023/24 | La Liga        | 0      | 0    | 0             | 0             | 0            | 0            | 0               | 0               | 0       | 0       | 0      | 0      |
| Celkem              | Celkem  | Celkem         | 290    | 13   | 28            | 1             | 10           | 1            | 50              | 4               | 3       | 0       | 381    | 19     |

### Reprezentační
K 17. listopadu 2020
| Portugalsko | Portugalsko | Portugalsko |
| Rok         | Zápasy      | Góly        |
| ----------- | ----------- | ----------- |
| 2016        | 4           | 3           |
| 2017        | 2           | 0           |
| 2018        | 6           | 0           |
| 2019        | 4           | 0           |
| 2020        | 7           | 1           |
| Celkem      | 23          | 4           |

#### Reprezentační góly
K zápasu odehranému 17. listopadu 2020. Skóre a výsledky Portugalska jsou vždy zapisovány jako první
| Gól | Datum          | Místo                                  | Soupeř          | Skóre | Výsledek | Soutěž                                |
| --- | -------------- | -------------------------------------- | --------------- | ----- | -------- | ------------------------------------- |
| 1.  | 1. září 2016   | Estádio do Bessa, Porto, Portugalsko   | Gibraltar       | 3:0   | 5:0      | Přátelský zápas                       |
| 2.  | 7. října 2016  | Estádio Municipal, Aveiro, Portugalsko | Andorra         | 3:0   | 6:0      | Kvalifikace na Mistrovství světa 2018 |
| 3.  | 10. října 2016 | Tórsvøllur, Tórshavn, Faerské ostrovy  | Faerské ostrovy | 6:0   | 6:0      | Kvalifikace na Mistrovství světa 2018 |
| 4.  | 5. září 2020   | Estádio do Dragão, Porto, Portugalsko  | Chorvatsko      | 1:0   | 4:1      | Liga národů UEFA 2020/21              |

## Ocenění

### Klubové
Benfica
- Primeira Liga: 2013/14
- Taça da Liga: 2013/14

Juventus
- Serie A: 2018/19[11][12]
- Supercoppa Italiana: 2018[13]

#### Manchester City
- Premier League 2020/21
- Premier League 2021/22
- Premier League 2022/23
- Liga mistrů 2022/23
- Ligový pohár 2019/20
- Ligový pohár 2020/21
- Anglický Superpohár 2020

#### Bayern Mnichov
- Bundesliga 2022/23

### Reprezentační
Portugalsko U21
- Mistrovství Evropy do 21 let: 2015 (druhé místo)

Portugalsko
- Liga národů UEFA: 2018/19[14]

### Individuální
- Jedenáctka sezóny Serie A: 2017/18,[15] 2018/19[16]
- Jedenáctka sezóny Primeira Ligy: 2013/14
- Jedenáctka sezóny anglické Premier League podle PFA: 2020/21[7]
- Nejlepší jedenáctka podle ESM – 2020/21[17]